# Baureihe 144
De Baureihe 144 en Baureihe 244, tot 1968/1970 bekend als E44 en E244 waren elektrische locomotieven bestemd voor het personenvervoer en voor het goederenvervoer van de Deutsche Reichsbahn Gesellschaft (DRG).

## Geschiedenis
De locomotieven van de serie E44 werden in de jaren 30 ontwikkeld en gebouwd door meerdere fabrikanten. Het ging hierbij om de bovenbouw gebouwd door Siemens-Schuckertwerke (SSW) werk Berlijn, Erlangen en Nürnberg sinds 1966 onderdeel van Siemens.
De locomotief heeft een stalen frame. Op de draaistellen wordt elke as door een elektrische motor aangedreven.
De locomotieven van de serie E244 werden gebouwd voor 20.000 volt wisselstroom 50 hertz. Voor proeven werd in 1933 het traject van de Höllentalbahn tussen Freiburg im Breisgau en Neustadt uitgekozen. Voor dit doel werden vier locomotieven gebouwd.
In 1956 werd de bovenleiding spanning veranderd in 15.000 volt wisselstroom 16⅔ hertz. Hierbij werd de E244 11 omgebouwd en kreeg het nummer E 44 188 en werd de E244 22 omgebouwd en kreeg het nummer E 44 189. De elektrische installatie van E244 21 werd in 1962 gebruikt bij de bouw van de nieuwe E344 01. De andere locomotieven werden afgevoerd en gesloopt.

## Constructie en techniek
De locomotief heeft een stalen frame. Op de draaistellen wordt elke as door een elektrische motor aangedreven.

### Nummers
De locomotieven geschikt voor 15 kV werden door de Deutsche Reichsbahn Gesellschaft (DRG) als volgt genummerd:
- E44 001: prototype, na 1968 vernummerd in 144 001
- E44 002 … 189, na 1968 vernummerd in 144 002 … 189, (DR) na 1970 vernummerd in 244 002 … 189

- E44 101-109: zie hier

De volgende locomotieven werden na 1945 gebouwd.
- 1950: E 44 181
- 1951: E 44 182 en 183
- 1955: E 44 184 tot 187
- 1963 en 1965: ombouw E 244 11 en E 244 22 als E 44 188 en E 44 189

De locomotieven van de serie E244 (geschikt voor 20 kV) werden door de Deutsche Reichsbahn Gesellschaft (DRG) als volgt genummerd:
- E244 01
- E244 11, na 1963 omgebouwd tot E44 188
- E244 21, elektrische installatie in 1962 gebruikt voor de bouw van een meersysteemlocomotief (serie E344 01)
- E244 22, hersteld door DB in 1950, na 1960 omgebouwd tot E44 189
- E244 31

Uit deze serie locomotieven werden 16 locomotieven uitgerust met een elektrische recuperatierem. Deze locomotieven kregen de aanduiding E44.11, na 1968 vernummerd in de serie 145.1.

## Herstelbetaling
De locomotieven in Oost-Duitsland werden na beëindigen van de elektrische tractie in maart 1946 als herstelbetaling aan de Sovjet-Unie overgedragen. Deze locomotieven werden daar aangepast en voorzien van automatische koppelingen. Omdat de draaistellen niet voor een spoorbreedte van 1524 mm (Russisch breedspoor) gebouwd waren, werd het frame van de draaistellen breder gemaakt. Hierdoor verloren de draaistellen hun stabiliteit. Bij Perm werd een traject voorzien van de Duitse bovenleidingspanning van 15.000 volt wisselstroom. In 1952 werden 44 locomotieven plus twee te Jelenia Góra in Silezië achtergelaten locomotieven op platte wagens aan de DR teruggegeven. Er zou ten minste een locomotief in de Sovjet-Unie zijn achtergebleven.